# 张海顺
张海顺（1958年3月—），汉族，山西省天镇县人。曾任内蒙古自治区质量技术监督局长。

## 简历
- 齐齐哈尔师范学院毕业
- 1976年参加工作
- 1993年5月加入中国共产党

## 调侃习近平
2017年2月6日，张海顺在内蒙古质监局的局务会议宣传“撸袖干”时，两次称“总书记号召‘撸起袖子加油干’，我局要认真落实！要‘撩起裙子使劲干’！”之后，张海顺被以“不讲政治纪律，口无遮拦，影响极坏”的理由停职。《北京日报》评论称，张的举动并非一般言论，是违反政治纪律和政治规矩。